# Nowa Zelandia na zimowych igrzyskach olimpijskich
Nowa Zelandia wystartowała we wszystkich zimowych IO od  zimowych igrzysk w Oslo w 1952 roku, oprócz igrzysk w Cortinie d'Ampezzo (1956) i w Innsbrucku (1964). Reprezentowana była przez 79 sportowców (51 mężczyzn i 28 kobiet). Do tej pory jedyną medalistką jest narciarka alpejska Annelise Coberger, która zdobyła srebrny medal na zimowych igrzyskach w Albertville w 1992 roku..

## Klasyfikacja medalowa
| Igrzyska            | Złoto | Srebro | Brąz | Razem |
| ------------------- | ----- | ------ | ---- | ----- |
| 1952 Oslo           | 0     | 0      | 0    | 0     |
| 1960 Squaw Valley   | 0     | 0      | 0    | 0     |
| 1968 Grenoble       | 0     | 0      | 0    | 0     |
| 1972 Sapporo        | 0     | 0      | 0    | 0     |
| 1976 Innsbruck      | 0     | 0      | 0    | 0     |
| 1980 Lake Placid    | 0     | 0      | 0    | 0     |
| 1984 Sarajewo       | 0     | 0      | 0    | 0     |
| 1988 Calgary        | 0     | 0      | 0    | 0     |
| 1992 Albertville    | 0     | 1      | 0    | 1     |
| 1994 Lillehammer    | 0     | 0      | 0    | 0     |
| 1998 Nagano         | 0     | 0      | 0    | 0     |
| 2002 Salt Lake City | 0     | 0      | 0    | 0     |
| 2006 Turyn          | 0     | 0      | 0    | 0     |
| 2010 Vancouver      | 0     | 0      | 0    | 0     |
| Razem               | 0     | 1      | 0    | 1     |

### Według dyscyplin
| Dyscyplina     | Złoto | Srebro | Brąz | Razem |
| -------------- | ----- | ------ | ---- | ----- |
| Nar. alpejskie | -     | 1      | -    | 1     |
| Razem          | 0     | 1      | 0    | 1     |